# Echis omanensis
Espèce
Statut de conservation UICN

 LC  : Préoccupation mineure
Echis omanensis est une espèce de serpents de la famille des Viperidae.

## Répartition
Cette espèce de vipère se rencontre dans l'est du Sultanat d'Oman et aux Émirats arabes unis. Elle est présente du niveau de la mer jusqu'à 1 000 m d'altitude.

## Habitat
Cette espèce se rencontre en terrain rocailleux ou sur sol battu mais est absente des zones sableuses.

## Description
Dans sa description Babocsay indique que cette espèce mesure environ 70 cm dont 10 cm pour la queue. Son dos est généralement grisâtre et présente sur les flancs de grandes taches. Sa face ventrale est blanc jaunâtre ou blanc grisâtre.
C'est un serpent venimeux ovipare.

## Étymologie
Son nom d'espèce, composé de oman et du suffixe latin -ensis, « qui vit dans, qui habite », lui a été donné en référence au lieu de sa découverte, le Sultanat d'Oman.

## Publication originale
- Babocsay, 2004 : A new species of saw-scaled viper of the Echis coloratus complex (Ophidia: Viperidae) from Oman, Eastern Arabia. Systematics and Biodiversity, vol. 1, no 4, p. 503–514 (texte intégral).